# ویلانوا دی کامپوسمپیرو
ویلانوا دی کامپوسمپیرو (به ایتالیایی: Villanova di Camposampiero) یک کومونه در ایتالیا است که در استان پادووا واقع شده‌است. ویلانوا دی کامپوسمپیرو ۱۲٫۲ کیلومتر مربع مساحت و ۵٬۱۲۷ نفر جمعیت دارد.